# Olympische Sommerspiele 2020/Teilnehmer (Georgien)
| Gelbes Symbol für Goldmedaillen mit stilisierten Olympischen Ringen | Graues Symbol für Silbermedaillen mit stilisierten Olympischen Ringen | Braundes Symbol für Bronzemedaillen mit stilisierten Olympischen Ringen |
| ------------------------------------------------------------------- | --------------------------------------------------------------------- | ----------------------------------------------------------------------- |
| 2                                                                   | 5                                                                     | 1                                                                       |

Georgien nahm an den Olympischen Spielen 2020 in Tokio mit 33 Sportlern in elf Sportarten teil. Es war die insgesamt siebte Teilnahme an Olympischen Sommerspielen.

## Medaillengewinner

### Gold
| Name              | Sportart     | Wettkampf                               |
| ----------------- | ------------ | --------------------------------------- |
| Lascha Talachadse | Gewichtheben | Superschwergewicht über 109 kg (Männer) |
| Lascha Bekauri    | Judo         | Mittelgewicht bis 90 kg (Männer)        |

### Silber
| Name                     | Sportart | Wettkampf                                  |
| ------------------------ | -------- | ------------------------------------------ |
| Wascha Margwelaschwili   | Judo     | Halbleichtgewicht bis 66 kg (Männer)       |
| Lascha Schawdatuaschwili | Judo     | Leichtgewicht bis 73 kg (Männer)           |
| Guram Tuschischwili      | Judo     | Schwergewicht über 100 kg (Männer)         |
| Geno Petriaschwili       | Ringen   | Freistil Schwergewicht bis 125 kg (Männer) |
| Iakob Kadschaia          | Ringen   | Greco Schwergewicht bis 130 kg (Männer)    |

### Bronze
| Name          | Sportart     | Wettkampf                              |
| ------------- | ------------ | -------------------------------------- |
| Anton Plesnoi | Gewichtheben | Mittelschwergewicht bis 96 kg (Männer) |

## Teilnehmer nach Sportarten

### Boxen
| Athleten            | Wettbewerb               | 1. Runde      | 1. Runde | Achtelfinale  | Achtelfinale  | Viertelfinale | Viertelfinale | Halbfinale    | Halbfinale    | Finale        | Finale        | Rang |
| Athleten            | Wettbewerb               | Gegner        | Ergebnis | Gegner        | Ergebnis      | Gegner        | Ergebnis      | Gegner        | Ergebnis      | Gegner        | Ergebnis      | Rang |
| ------------------- | ------------------------ | ------------- | -------- | ------------- | ------------- | ------------- | ------------- | ------------- | ------------- | ------------- | ------------- | ---- |
| Männer              |                          |               |          |               |               |               |               |               |               |               |               |      |
| Sachil Alachwerdowi | Fliegengewicht bis 52 kg | Hu J.         | 0:5      | ausgeschieden | ausgeschieden | ausgeschieden | ausgeschieden | ausgeschieden | ausgeschieden | ausgeschieden | ausgeschieden | 17   |
| Eskerchan Madiew    | Weltergewicht bis 69 kg  | L. Sotomayor  | RSC      | S. Bwogi      | 3:1           | A. Samkowoi   | 0:5           | ausgeschieden | ausgeschieden | ausgeschieden | ausgeschieden | 5    |
| Giorgi Charabadse   | Mittelgewicht bis 75 kg  | F. Qahramonov | 0:5      | ausgeschieden | ausgeschieden | ausgeschieden | ausgeschieden | ausgeschieden | ausgeschieden | ausgeschieden | ausgeschieden | 17   |

### Fechten
| Athleten       | Wettbewerb   | 1. Runde | 1. Runde | 2. Runde    | 2. Runde | Achtelfinale  | Achtelfinale | Viertelfinale | Viertelfinale | Halbfinale / Klassifikation | Halbfinale / Klassifikation | Finale / Platzierung | Finale / Platzierung | Rang |
| Athleten       | Wettbewerb   | Gegner   | Ergebnis | Gegner      | Ergebnis | Gegner        | Ergebnis     | Gegner        | Ergebnis      | Gegner                      | Ergebnis                    | Gegner               | Ergebnis             | Rang |
| -------------- | ------------ | -------- | -------- | ----------- | -------- | ------------- | ------------ | ------------- | ------------- | --------------------------- | --------------------------- | -------------------- | -------------------- | ---- |
| Männer         |              |          |          |             |          |               |              |               |               |                             |                             |                      |                      |      |
| Sandro Basadse | Säbel Einzel | —        | —        | Mohab Samer | 15:10    | Ziad El-Sissy | 15:12        | Oh Sang-uk    | 15:13         | Áron Szilágyi               | 13:15                       | Kim Jung-hwan        | 11:15                | 4    |

### Gewichtheben
| Athleten            | Wettbewerb                     | Reißen          | Reißen | Stoßen          | Stoßen | Zweikampf       | Zweikampf | Rang   |
| Athleten            | Wettbewerb                     | Gewicht         | Rang   | Gewicht         | Rang   | Gewicht         | Rang      | Rang   |
| ------------------- | ------------------------------ | --------------- | ------ | --------------- | ------ | --------------- | --------- | ------ |
| Männer              |                                |                 |        |                 |        |                 |           |        |
| Schota Mischwelidse | Bantamgewicht bis 61 kg        | 130 kg          | 5      | 155 kg          | 7      | 285 kg          | 7         | 7      |
| Goga Tschcheidse    | Federgewicht bis 67 kg         | 133 kg          | 12     | 169 kg          | 8      | 302 kg          | 8         | 8      |
| Anton Plesnoi       | Mittelschwergewicht bis 96 kg  | 177 kg          | 4      | 210 kg          | 3      | 387 kg          | 3         | Bronze |
| Lascha Talachadse   | Superschwergewicht über 109 kg | 223 kg (OR, WR) | 1      | 265 kg (OR, WR) | 1      | 488 kg (OR, WR) | 1         | Gold   |

### Judo
| Athleten                  | Wettbewerb  | 1. Runde    | 1. Runde | 2. Runde   | 2. Runde | Achtelfinale   | Achtelfinale | Viertelfinale | Viertelfinale | Halbfinale / Trostrunde | Halbfinale / Trostrunde | Finale / Platz 3 | Finale / Platz 3 | Rang   |
| Athleten                  | Wettbewerb  | Gegner      | Ergebnis | Gegner     | Ergebnis | Gegner         | Ergebnis     | Gegner        | Ergebnis      | Gegner                  | Ergebnis                | Gegner           | Ergebnis         | Rang   |
| ------------------------- | ----------- | ----------- | -------- | ---------- | -------- | -------------- | ------------ | ------------- | ------------- | ----------------------- | ----------------------- | ---------------- | ---------------- | ------ |
| Frauen                    |             |             |          |            |          |                |              |               |               |                         |                         |                  |                  |        |
| Tetiana Lewizka-Schukwani | bis 52 kg   | S. Anestor  | 10:0     | —          | —        | A. Buchard     | 0s1:11       | ausgeschieden | ausgeschieden | ausgeschieden           | ausgeschieden           | ausgeschieden    | ausgeschieden    | 9      |
| Eteri Liparteliani        | bis 57 kg   | D. Mucungui | 10:0     | —          | —        | T. Stoll       | 10s1:0       | S. L. Cysique | 1:10          | J. Kowalczyk            | 1s2:0                   | T. Yoshida       | 0:10s1           | 5      |
| Männer                    |             |             |          |            |          |                |              |               |               |                         |                         |                  |                  |        |
| Luchum Tschchwimiani      | bis 60 kg   | Freilos     | Freilos  | —          | —        | K. Hüseynov    | 10:0         | N. Takato     | 0s3:10s1      | Kim W.-j.               | 0s2:10                  | ausgeschieden    | ausgeschieden    | 7      |
| Wascha Margwelaschwili    | bis 66 kg   | Freilos     | Freilos  | —          | —        | J. Schamilow   | 1s1:0s1      | B. Shmailov   | 10:0          | An B.-u.                | 1s2:0s1                 | H. Abe           | 0:1              | Silber |
| Lascha Schawdatuaschwili  | bis 73 kg   | Freilos     | Freilos  | G. Chaine  | 1:0s1    | A.-A. Houssein | 1s1:0s1      | A. Margelidon | 10s1:0s2      | An C.-r.                | 10s1:0s3                | S. Ōno           | 0s1:1s2          | Silber |
| Tato Grigalaschwili       | bis 81 kg   | Freilos     | Freilos  | A. Murodow | 11:0s1   | Lee S.-h.      | 10:0         | S. Mollaei    | 1:10          | S. Boltaboyev           | 1s1:0s1                 | M. Casse         | 0:10s1           | 5      |
| Lascha Bekauri            | bis 90 kg   | Freilos     | Freilos  | P. Kuczera | 10s1:0   | L. Kochman     | 10:1s1       | D. Bobonov    | 10:0H         | M. Igolnikow            | 1s2:0                   | E. Trippel       | 1s1:0            | Gold   |
| Warlam Liparteliani       | bis 100 kg  | Freilos     | Freilos  | —          | —        | R. Darwish     | 10s1:0s3     | S. El Nahas   | 10s1:0        | A. Wolf                 | 0:1s1                   | N. Iljassow      | 0:1s2            | 5      |
| Guram Tuschischwili       | über 100 kg | Freilos     | Freilos  | —          | —        | T. Rahimow     | 10s1:0s1     | R. Silva      | 10:0s3        | T. Baschajew            | 11s1:1                  | L. Krpálek       | 0s1:10s2         | Silber |

### Karate

#### Kumite
| Athleten       | Wettbewerb | Gruppenphase | Gruppenphase | Halbfinale    | Halbfinale    | Finale        | Finale        | Rang |
| Athleten       | Wettbewerb | Punkte       | Rang         | Gegner        | Ergebnis      | Gegner        | Ergebnis      | Rang |
| -------------- | ---------- | ------------ | ------------ | ------------- | ------------- | ------------- | ------------- | ---- |
| Männer         |            |              |              |               |               |               |               |      |
| Gogita Arkania | über 75 kg | 2            | 3            | ausgeschieden | ausgeschieden | ausgeschieden | ausgeschieden | 5    |

### Leichtathletik
Springen und Werfen 
| Athleten             | Wettbewerb  | Qualifikation | Qualifikation | Finale        | Finale        | Rang          |
| Athleten             | Wettbewerb  | Weite/Höhe    | Rang          | Weite/Höhe    | Rang          | Rang          |
| -------------------- | ----------- | ------------- | ------------- | ------------- | ------------- | ------------- |
| Frauen               |             |               |               |               |               |               |
| Sopo Schatirischwili | Kugelstoßen | 15,31 m       | 30            | ausgeschieden | ausgeschieden | 30            |
| Männer               |             |               |               |               |               |               |
| Batschana Chorawa    | Weitsprung  | 7,41 m        | 28            | ausgeschieden | ausgeschieden | 28            |
| Lascha Gulelauri     | Dreisprung  | ogV           | ogV           | ausgeschieden | ausgeschieden | —             |
| Benik Abramian       | Kugelstoßen | DNS           | DNS           | ausgeschieden | ausgeschieden | ausgeschieden |
| Giorgi Mudscharidse  | Kugelstoßen | 19,76 m       | 27            | ausgeschieden | ausgeschieden | 27            |

### Ringen

#### Freier Stil
Legende: G = Gewonnen, V = Verloren, S = Schultersieg
| Athleten             | Wettbewerb        | Achtelfinale     | Achtelfinale | Viertelfinale | Viertelfinale | Halbfinale    | Halbfinale    | Hoffnungsrunde Halbfinale | Hoffnungsrunde Halbfinale | Hoffnungsrunde Finale | Hoffnungsrunde Finale | Finale        | Finale        | Rang   |
| Athleten             | Wettbewerb        | Gegner           | Ergebnis     | Gegner        | Ergebnis      | Gegner        | Ergebnis      | Gegner                    | Ergebnis                  | Gegner                | Ergebnis              | Gegner        | Ergebnis      | Rang   |
| -------------------- | ----------------- | ---------------- | ------------ | ------------- | ------------- | ------------- | ------------- | ------------------------- | ------------------------- | --------------------- | --------------------- | ------------- | ------------- | ------ |
| Männer               |                   |                  |              |               |               |               |               |                           |                           |                       |                       |               |               |        |
| Awtandil Kentschadse | Klasse bis 74 kg  | F. Chamizo       | V 1:5        | ausgeschieden | ausgeschieden | ausgeschieden | ausgeschieden | ausgeschieden             | ausgeschieden             | ausgeschieden         | ausgeschieden         | ausgeschieden | ausgeschieden | 12     |
| Elisbar Odikadse     | Klasse bis 97 kg  | M. Mohammadian   | G 6:3        | A. Sadulajew  | V 0:10        | ausgeschieden | ausgeschieden | Ş. Şərifov                | V 5:7                     | ausgeschieden         | ausgeschieden         | ausgeschieden | ausgeschieden | 8      |
| Geno Petriaschwili   | Klasse bis 125 kg | D. Abdelmottaleb | G 11:0       | Deng Z.       | G 5:2         | A. H. Zare    | G 6:3         | —                         | —                         | —                     | —                     | G. Steveson   | V 8:10        | Silber |

#### Griechisch-römischer Stil
Legende: G = Gewonnen, V = Verloren, S = Schultersieg
| Athleten        | Wettbewerb        | Achtelfinale      | Achtelfinale | Viertelfinale | Viertelfinale | Halbfinale    | Halbfinale    | Hoffnungsrunde Halbfinale | Hoffnungsrunde Halbfinale | Hoffnungsrunde Finale | Hoffnungsrunde Finale | Finale        | Finale        | Rang   |
| Athleten        | Wettbewerb        | Gegner            | Ergebnis     | Gegner        | Ergebnis      | Gegner        | Ergebnis      | Gegner                    | Ergebnis                  | Gegner                | Ergebnis              | Gegner        | Ergebnis      | Rang   |
| --------------- | ----------------- | ----------------- | ------------ | ------------- | ------------- | ------------- | ------------- | ------------------------- | ------------------------- | --------------------- | --------------------- | ------------- | ------------- | ------ |
| Männer          |                   |                   |              |               |               |               |               |                           |                           |                       |                       |               |               |        |
| Ramas Soidse    | Klasse bis 67 kg  | I. Borrero Molina | G 3:2        | A. Al-Obaidi  | G 10:0        | M. Geraei     | V 1:6         | ausgeschieden             | ausgeschieden             | F. Stäbler            | V 4:5                 | ausgeschieden | ausgeschieden | 5      |
| Lascha Gobadse  | Klasse bis 87 kg  | R. Assakalow      | V 5:6        | ausgeschieden | ausgeschieden | ausgeschieden | ausgeschieden | ausgeschieden             | ausgeschieden             | ausgeschieden         | ausgeschieden         | ausgeschieden | ausgeschieden | 11     |
| Giorgi Melia    | Klasse bis 97 kg  | M. Jewlojew       | V 1:3        | ausgeschieden | ausgeschieden | ausgeschieden | ausgeschieden | A. Szőke                  | V 1:5                     | ausgeschieden         | ausgeschieden         | ausgeschieden | ausgeschieden | 9      |
| Iakob Kadschaia | Klasse bis 130 kg | E. Kuosmanen      | G 9:0S       | S. Semjonow   | G 3:1         | Y. Acosta     | G 1:1         | —                         | —                         | —                     | —                     | M. López      | V 0:5         | Silber |

### Schießen
| Athleten        | Wettbewerb           | Qualifikation   | Qualifikation | Finale          | Finale        | Ringe/ Scheiben | Rang |
| Athleten        | Wettbewerb           | Ringe/ Scheiben | Rang          | Ringe/ Scheiben | Rang          | Ringe/ Scheiben | Rang |
| --------------- | -------------------- | --------------- | ------------- | --------------- | ------------- | --------------- | ---- |
| Frauen          |                      |                 |               |                 |               |                 |      |
| Nino Salukwadse | Luftpistole 10 Meter | 567             | 31            | ausgeschieden   | ausgeschieden | 567             | 31   |
| Nino Salukwadse | Pistole 25 Meter     | 578             | 25            | ausgeschieden   | ausgeschieden | 578             | 25   |

### Schwimmen
| Athleten           | Wettbewerb     | Vorlauf     | Vorlauf | Halbfinale | Halbfinale | Finale        | Finale        | Rang |
| Athleten           | Wettbewerb     | Zeit        | Rang    | Zeit       | Rang       | Zeit          | Rang          | Rang |
| ------------------ | -------------- | ----------- | ------- | ---------- | ---------- | ------------- | ------------- | ---- |
| Frauen             |                |             |         |            |            |               |               |      |
| Irakli Rewischwili | 400 m Freistil | 3:57,49 min | 32      | —          | —          | ausgeschieden | ausgeschieden | 32   |

### Tennis
| Athleten               | Wettbewerb | 1. Runde           | 1. Runde | 2. Runde  | 2. Runde      | Achtelfinale | Achtelfinale | Viertelfinale | Viertelfinale | Halbfinale    | Halbfinale    | Finale / Platz 3 | Finale / Platz 3 |
| Athleten               | Wettbewerb | Gegner             | Ergebnis | Gegner    | Ergebnis      | Gegner       | Ergebnis     | Gegner        | Ergebnis      | Gegner        | Ergebnis      | Gegner           | Ergebnis         |
| ---------------------- | ---------- | ------------------ | -------- | --------- | ------------- | ------------ | ------------ | ------------- | ------------- | ------------- | ------------- | ---------------- | ---------------- |
| Männer                 |            |                    |          |           |               |              |              |               |               |               |               |                  |                  |
| Nikolos Bassilaschwili | Einzel     | R. Carballés Baena | 6:3, 6:2 | L. Sonego | 6:4, 3:6, 6:4 | A. Zverev    | 4:6, 6:75    | ausgeschieden | ausgeschieden | ausgeschieden | ausgeschieden | ausgeschieden    | ausgeschieden    |

### Turnen

#### Rhythmische Sportgymnastik
| Athletinnen     | Wettbewerb | Qualifikation | Qualifikation | Finale        | Finale        | Rang |
| Athletinnen     | Wettbewerb | Punkte        | Rang          | Punkte        | Rang          | Rang |
| --------------- | ---------- | ------------- | ------------- | ------------- | ------------- | ---- |
| Frauen          |            |               |               |               |               |      |
| Salome Paschawa | Einzel     | 89,650        | 17            | ausgeschieden | ausgeschieden | 17   |